# Нигер на летних Олимпийских играх 1996
Нигер принимал участие в Летних Олимпийских играх 1996 года в Атланте (США) в седьмой раз за свою историю, но не завоевал ни одной медали. Сборную страны представляла 1 женщина.